# 2-Arachidonyl glyceryl ether
2-Arachidonyl glyceryl ether (2-AGE, ether noladinu) je endokanabinoid a ether vytvořený z alkoholového analogu kyseliny arachidonové a glycerolu. Jeho izolace z prasečího mozku a jeho strukturální objasnění a syntéza byla popsána v roce 2001.

## Objev
V roce 2000 nalezli endogenní agonistu kanabinoidního receptoru typu 1 (CB1) Lumír Hanuš, Saleh Abu-Lafi, Ester Fride, Aviva Breuer, Zvi Vogel, Deborah E. Shalev, Irina Kustanovich a Raphael Mechoulam. 100 gramů prasečího mozku se přidalo ke směsi 200 ml chloroformu a 200 ml methanolu a tato směs se míchala v laboratorním mixéru po dobu 2 minut. Potom bylo přidáno 100 ml vody a míchání pokračovalo další minutu. Následmě byla směs přefiltrována a vytvořily se dvě vrstv, přičemž vrstva vody a methanolu se oddělila a odpařila se při sížení tlaku. Synaptosomální membrány byly připraveny z 250 g mozku samců potkanů Sabra. Byl použit systém GCD Hewlett Packard G 1800B, který má HP-5971 GC s elektronovým ionizačním detektorem.

## Produkce
Tvorba endocannabinoidu se zvyšuje u normální aorty, nikoliv však v aortě potkana zbavené endotelu, a to při reakci s parasympatomimetickým léčivem karbacholem. Účinně snižuje krevní tlak u potkanů a může představovat faktor hypotenze z endotelu.
Struktura 2-arachidonylglyceryléteru může být stanovena hmotnostní spektrometrií a Rutherfordovou spektrometrií. Váže se na kanabinoidní receptor typu 1 (Ki = 21,2 ± 0,5 nM), který způsobuje sedaci, hypotermii, střevní nehybnost a mírnou antinocicepcí u myší. Endokanabinoid vykazuje hodnoty Ki 21,2 nM a> 3 uM u kanabinoidního receptoru typu 1 a periferních kanabinoidních receptorů.
Přítomnost 2-AGE v tělesné tkáni je sporná. Ačkoli výzkumná skupina z Teikyo University, Kanagawa, Japonsko ji nezjistila v mozcích myší, křečků, morčat nebo prasat, dva další výzkumné skupiny ji úspěšně detekovaly ve zvířecích tkáních.

## Farmakologie
2-AGE se váže s Ki 21 nM k receptoru CB1 a 480 nM na receptor CB2. Ukazuje agonistické chování u obou receptorů a je částečným agonistou kanálu TRPV1. Po vázání na receptory CB2 inhibuje adenylátcyklázu a stimuluje ERK-MAPK a reguluje přechodné množství vápníku. Ve srovnání s 2-arachidonoylglycerolem je noladin metabolicky stabilnější, což vede k delšímu poločasu. Sníží Intraokulární tlak, zvyšuje příjem GABA u globusu pallidus potkanů a je neuroprotektivní vazbou na aktivací PPAR α.